# 吉田憲司 (ミュージシャン)
吉田 憲司（よしだ けんじ、1947年 - ）は、日本のスタジオ・ミュージシャン、トランペット奏者、作曲家、編曲家。日本初のサルサ・グループであるオルケスタ・デル・ソルに結成から17年間在団。

## 来歴
岡山県岡山市出身。3歳からヴァイオリンを習い、中学入学からはトランペットも始める。岡山県立岡山東商業高等学校に進み、2年生からは本格的にトランペットに転向。卒業後は国立音楽大学に入学。在学中からジャズのグループを仲間達と結成し、都内でのライブ活動を始める。4年生の卒業前に顔見知りだった指揮者からの話で都内の某オーケストラのオーディションを受けるが、合格通知が届かなく、先輩の誘いで卒業後、高橋達也・東京ユニオンにも参加するが、数ヶ月で退団し、猪俣猛のサウンド・リミテッドとザ・サードに移籍。翌月にストで通知が遅れていた某オーケストラの合格通知が届いたが入団を辞退した。
渡米し、ニューヨークにてカーマイン・クルーソの下で奏法を学ぶ。帰国後は、ゴダイゴ・ホーンズに参加して約1年間活動。多くのレコードで演奏した。同時期には、ビンゴ三木のインナー・ギャラクシー・オーケストラに参加し、モントルー・ジャズ・フェスティバルと日米選抜によるアルバム録音とライブにも参加した。また、日本初のサルサ・グループであるオルケスタ・デル・ソルの結成に参加し、2枚のアルバムのリリースに関わった。その後は「松岡直也&ウィシング」にも参加。同グループ解散後は、ジャズ・フュージョン・ピアニスト菊池ひみこのグループに参加する。
1985年、日野皓正と結成したハバタンパでは、音楽監督も兼任し、全曲の編曲を手がけ、日本国内や東南アジア公演等でも高い評価を受ける。
1988年、キューバのパーカッション奏者、ペジョ・エル・アフロカンの招きにより、キューバを訪れ、共演。
1992年、17年間在籍していたオルケスタ・デル・ソルを退団し、菊池ひみこと新グループ「BEAM」結成。アルバム『Taste of Brass』を発表。このアルバム中の自作品を東映映画「新極道の妻たち」に挿入曲として提供。
1994年、キューバからフェスティバルへの招待を受け急遽、ハバタンパを再結成。その斬新な編曲と高い音楽性で脚光を浴び、1995年にサンティアーゴ・デ・クーバのマタモロ・ソンに招待参加、翌年もカリブ・フェスティバルに出演。「現代日本のもっとも注目すべき音楽家」と評される。
1996年には、ハバナ国際ジャズ・フェスティバルにゲスト参加。また、ハバタンパを率いて、国際セルバンテス芸術祭、メキシコ国際ジャズ・フェスティバルなどに参加する。他にも、メキシコ国内ツアーを数回開いたり、毎年のようにハバナでのライブを開催する。1998年にはアルバム『HAVATAMPA』を制作。発売後には八木啓代との共著で『キューバ音楽』を青土社より発表。
ポール・アンカ、フランク・シナトラのツアーに参加するなど、国内外の奏者のサポートも多く、ジャズとラテン両分野で高い評価を受けている。現在までに数多くのアルバムへの参加と、音楽雑誌への連載や出版物など多数ある。

## 著書
- 「今すぐ吹きたいトランペット」監修：吉田憲司（ヤマハミュージックメディア）
- 「キューバ音楽」共著：八木啓代、吉田憲司（青土社）
- 「インプロヴィゼーションの技法」著：吉田憲司、監修：藤井貞泰（立東社）
- 「クリフォード・ブラウンの奇跡」著：吉田憲司（立東社）

など